# Baida
Baida è un'antica borgata collinare ed oggi area periferica, nonché IV circoscrizione, della città di Palermo in Sicilia.
Baida è connessa alla rete di trasporto pubblico tramite le linee bus 462 e 534.

## Geografia fisica
Il gruppo occidentale dei Monti di Palermo, di origine geologica triassica, è costituito prevalentemente da dolomia norica. 
Tra le principali elevazioni si distingue il Monte Cuccio, un tempo noto come Acuto per via della sua caratteristica forma che lo differenzia dalle altre montagne circostanti. L'azione erosiva delle acque meteoriche, protrattasi nel corso dei secoli, ha determinato l'accumulo, in alcune aree della sua ampia base, di una dolomia farinosa, particolarmente pura e di colore bianco, comunemente conosciuta come "terra di Baida". Il nome deriva dalla borgata di Baida, situata alle pendici del monte, a 167 metri sul livello del mare e a circa 5 km in linea d'aria dal centro di Palermo.

## Storia
Baida fu un antico casale di origine saracena. Nel X secolo, tra il 973 e il 976 circa, il geografo e mercante di Baghdad Ibn Ḥawqal, durante una visita a Palermo, menzionò il luogo con il nome di Al-Bayda, che in arabo significa "la bianca". L’appellativo è verosimilmente legato alla presenza, nelle vicinanze, di un’abbondante terra magnesiaca di colore chiaro, tipica dell'area.

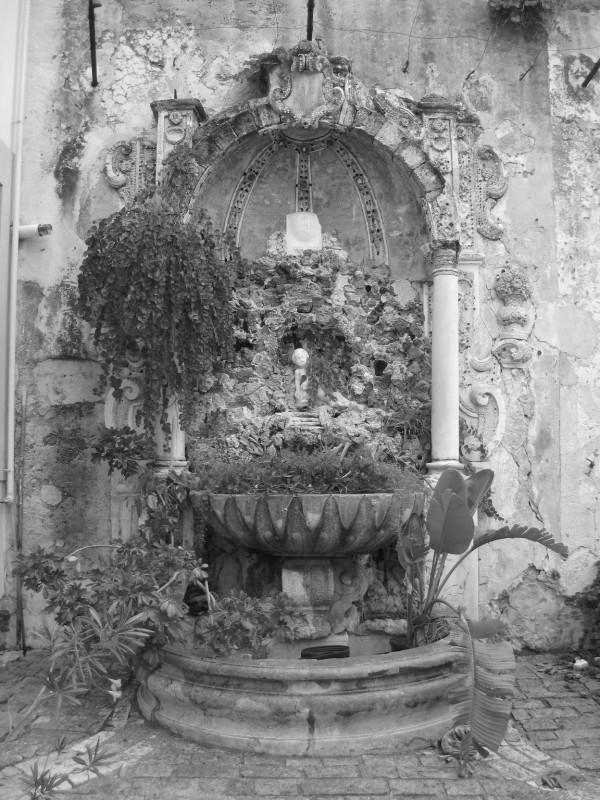
Foto di una delle fontane del Convento

Nel 1177 il villaggio fu donato da Guglielmo II all'arcivescovo di Palermo Gualtiero Offamilio. Successivamente, nel 1377, l'arcivescovo Matteo Orsino lo cedette a Manfredi Chiaramonte che vi costruì un monastero benedettino sotto il titolo di Santa Maria degli Angeli. Di quest'epoca è pervenuta l'attuale chiesa di San Giovanni Battista la cui facciata presenta un leggiadro portichetto, con in alto scolpito lo stemma della famiglia Chiaramonte. 
Alla morte di Andrea, figlio di Manfredi, il re Martino restituì il casale di Baida, ancora esistente, a Giliforte Riccobono, successore di Orsino. In seguito il casale venne distrutto. 
Dopo varie vicende, nel 1499, il monastero con tutti i beni di sua pertinenza fu concesso all'arcivescovo di Palermo, con l'obbligo di mantenervi i monaci. Nel 1510 al monastero venne annessa la mensa arcivescovile e in quella circostanza l'arcivescovo Giovanni Paternò, dopo averne restaurato la Chiesa ed il chiostro, lo dedicò a S. Giovanni Battista.
Nel 1567, il monastero fu ulteriormente migliorato dall'arcivescovo Ottaviano Preconio che ne arricchì la dotazione d'acqua, sistemando una vicina sorgente e costruendo alcune fontane. Nel 1596, i monaci benedettini lasciarono la Chiesa e, nel monastero, dimorarono, per un certo tempo i Carmelitani ed infine, nel 1596, l'arcivescovo Diego de Hajedo lo diede in uso ai frati minori osservanti di San Francesco che ancora oggi lo posseggono. Contigua al monastero, gli arcivescovi di Palermo vi possedettero una “casa di delizie” che, dopo essere rimasta in abbandono per molti anni, venne trasformata da Francesco I delle Due Sicilie in ospedale, mantenuto a spese regie.
Nella Chiesa è degna di nota la statua di San Giovanni Battista di Antonello Gagini collocata nel primo altare a sinistra.

## Il farmaco
Per molti secoli la bianca “terra di Baida” ebbe grande rinomanza e fu compresa nella farmacopea ufficiale. Lo Scinà, che per primo vi notò la presenza di carbonato di magnesio, ci riferisce che sin dal XVII secolo questa polvere venne divulgata in Italia come “atta a guarire qualunque morbo” e fu conosciuta con i nomi di elixir vitae, polvere magistrale e polvere cattolica. Il Villabianca aggiunge che questa polvere, chiamata anche panacea in quanto rimedio di ogni male, fu scoperta da un certo Vincenzo Albamonte e veniva venduta al pubblico da un tale di nome Anzalone a seguito di specifica autorizzazione del pretore. 
L'uso in medicina fu introdotto dal medico lentinese Girolamo Chiaramonte. Riferisce anche lo Scinà che, successivamente, la polvere cadde in discredito come rimedio universale, ma che ritornò poi in auge con alcune limitazioni nell'uso. La prescrivevano i trattati medici ottocenteschi come “antiacida speciale, alquanto sulfurea, diuretica ed eccellente per piaghe putride, maligne e velenose”. 
Anticamente, in prossimità della Chiesa, scaturiva, come abbiamo già detto, un'abbondante sorgente ed altre polle erano anche nei terreni a valle. Secondo il Villabianca, anche queste acque erano ritenute “minerali” in quanto attingevano, nel loro corso, speciali virtù “dalla celebre terra di Baida ch'è salutifera è purgante”. 
Il progresso della farmacologia fece completamente cessare l'uso della bianca “terra di Baida”, medicina universale ed economica anche se, a conti fatti, non era altro che un buon lassativo.

## La "Calata di Baida"[4]
La Calata di Baida era un'antica usanza popolare palermitana, legata al culto di San Giovanni Battista e ambientata nella località collinare di Baida. Tradizionalmente si svolgeva durante la notte della vigilia del 24 giugno, ma anche in altre occasioni dell’anno, in particolare il lunedì di Pasqua e altri lunedì fino all’estate.
Secondo la tradizione, i fedeli, dopo aver partecipato alle funzioni religiose notturne nel convento, facevano ritorno in città in modo chiassoso e festante, tra canti, balli e grida. Le giovani donne nubili, in particolare, portavano in testa fardelli di tela o mezzine d’acqua, credendo che il riuscire a non farli cadere fosse segno di buon auspicio per un prossimo matrimonio. Il corteo era spesso accompagnato da superstizioni, leggende popolari e riferimenti al mondo delle lamie (creature mitologiche del folklore siciliano).
La vivacità e l'eccesso del corteo notturno resero la Calata oggetto di critiche da parte delle autorità religiose, che più volte tentarono di vietarla. Nonostante ciò, l’usanza sopravvisse nei secoli, anche dopo il passaggio del convento dai Benedettini ai Frati Minori, e solo con la soppressione delle corporazioni religiose nel 1860 cadde progressivamente in disuso.
Il proverbiale "Calata di Baida" è rimasto nella lingua siciliana per indicare una comitiva particolarmente rumorosa e disordinata, anche se oggi il significato originario della locuzione è pressoché dimenticato.

## Tra miti e leggende
In passato la borgata fu centro di vicende mitologiche. I poeti favoleggiarono di due valorosissimi cavalieri, Nixo e Gabriele, che si scontrarono in cruenta battaglia per la bellissima Baida e che, combattendo, si uccisero a vicenda; il loro sangue, sparso abbondantemente, diede origine alle due omonime fonti, così come pure in fonte venne tramutata Baida, la bella ninfa contesa.

## Stato attuale
La frazione o borgata rappresenta oggi un'area in cui la metropoli di Palermo si sta progressivamente espandendo. Accanto alle nuove costruzioni residenziali, sono presenti anche diverse attività commerciali, come un acquedotto, un barbiere, un panificio, una pizzeria, una tabaccheria e un centro estetico, che contribuiscono alla vitalità della zona.

## Curiosità
Carl Morgenstern, nel 1840, disegnò, su tela, il convento di Baida: "link tela".

## Galleria d'immagini

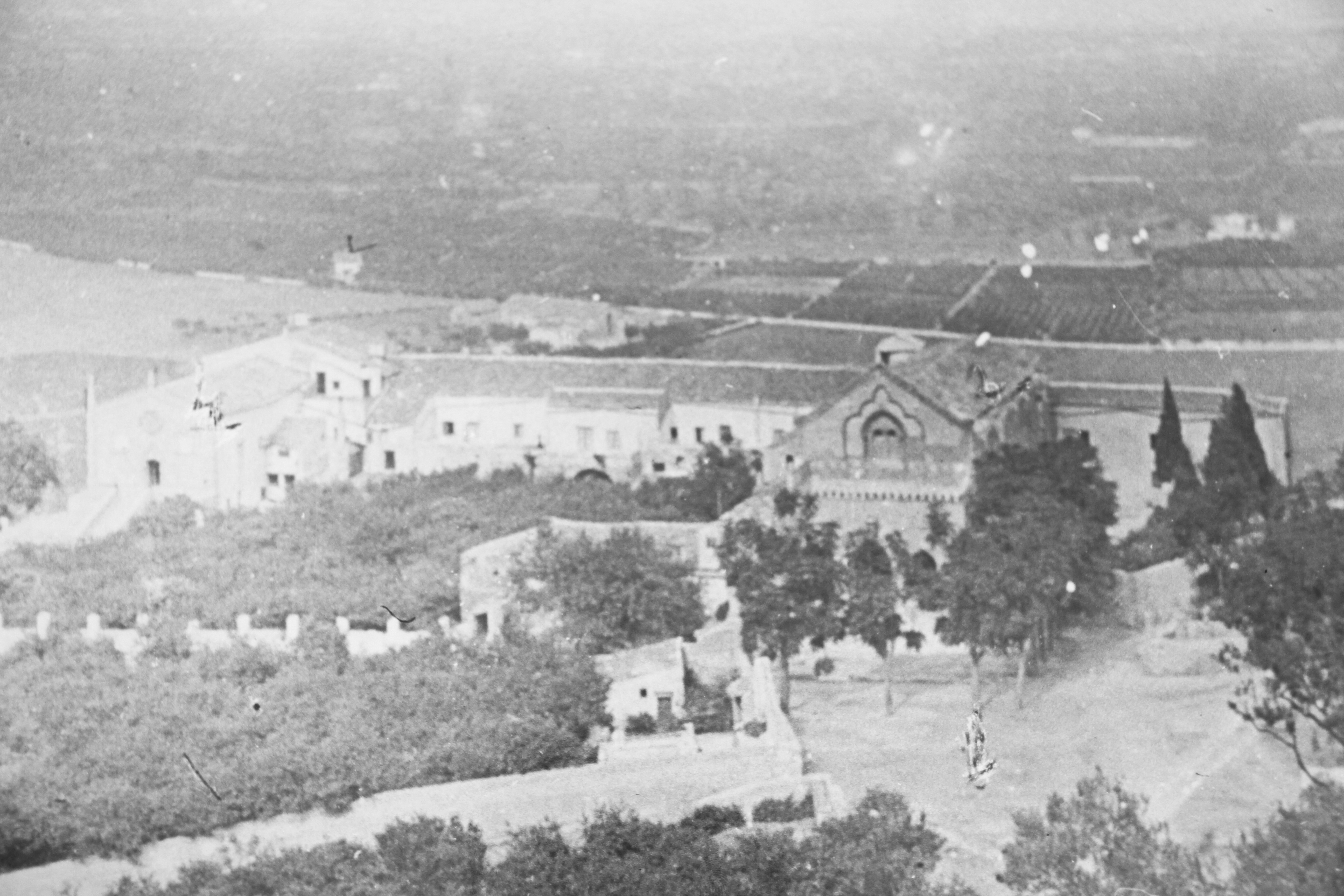
Baida nel 1900
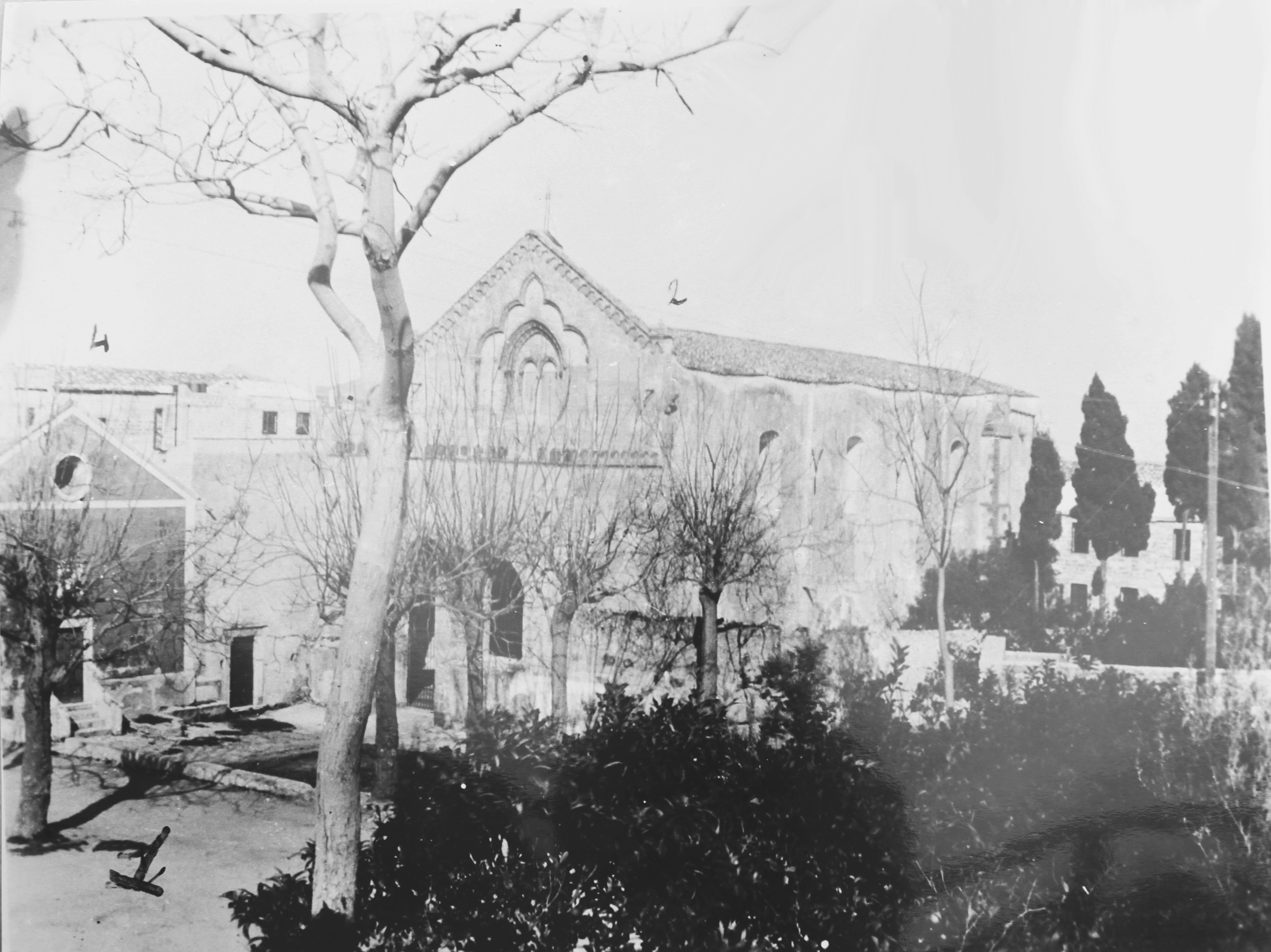
Baida nel 1930
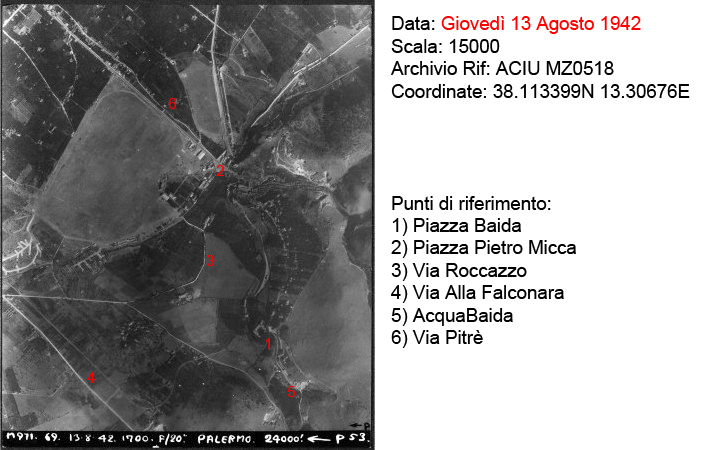
Vista aerea del 1942

Altre fotografie le trovate al seguente link.